# Medal of Honor (datorspel, 1999)
Medal of Honor är en förstapersonsskjutare och det första spelet i Medal of Honor-serien. Det är utvecklat av DreamWorks Interactive och utgivet av Electronic Arts. Spelaren klär i sig rollen som löjtnant Jimmy Patterson, som har värvats av OSS. Spelet utspelar sig i slutet av andra världskriget och målet är att förstöra fiendens ställningar och döda Tysklands styrkor.